# Donja Vrućica
Donja Vrućica – wieś w Chorwacji, w żupanii dubrownicko-neretwiańskiej, w gminie Trpanj. W 2011 roku liczyła 33 mieszkańców.